# Caproni Ca.164
Капрони Ка.164 (итал. Caproni Ca.164) — учебно-тренировочный и связной биплан итальянского производства, использовавшийся во Вторую мировую войну.

## История
Caproni Ca.164 был разработан во второй половине 1930-х годов как тренировочный самолёт, который должен был заменить устаревшие к тому времени самолёты Breda Ba.25. Первый прототип взлетел 17 ноября 1938 года. В ходе испытаний выяснили некоторые недоработки, поэтому приёмка самолёта затянулась и прошла только в 1939 году. Фирме Caproni был выдан заказ на 280 самолётов этого типа. Со вступлением Италии во Вторую Мировую войну эти самолёты стали использоваться на фронтах в бомбардировочных соединениях в качестве курьерских и связных. После капитуляции Италии в сентябре 1943 года некоторая часть Ca.164 досталась немцам и хорватам. Ещё до войны в 1939 году около сотни самолётов этого типа были куплены Францией.

## Конструкция
Caproni Ca.164 был создан с использованием модели Ca.163 — туристического самолёта. Особенностью Ca.164 была схема перевёрнутого полутораплана. То есть верхнее крыло по длине было меньше нижнего. Сам же самолёт имел неубирающиеся шасси, двигатель Alfa Romeo с водяным охлаждением, кабина открытая с двумя местами. Имелась возможность для установки вооружения, как правило одного пулемёта Breda калибром 7,7 мм.

## Технические характеристики
- Длина — 7,74 м
- Размах крыла — 9,45 м
- Площадь крыла — 22,40 м.кв.
- Высота — 3,00 м
- Масса пустого — 780 кг
- Масса взлетная — 1040 кг
- Скорость максимальная — 217 км\ч
- Скорость крейсерская — 184 км\ч
- Потолок — 4250 метров
- Дальность — 550 км
- Двигатель — один рядный Alfa Romeo 115 I-bis, мощностью 185 л. с.
- Экипаж — 1-2 человека
- Вооружение — один 7,7-мм пулемет

## Эксплуатировался
- Королевство Италия
- нацистская Германия
- Франция